# الانتخابات الرئاسية الإندونيسية 2014
الانتخابات الرئاسية الإندونيسية للعام 2014 هي ثالث انتخابات رئاسية تعددية في تاريخ إندونيسيا. أظهرت النتائج فوز محافظ جاكرتا جوكو ويدودو بنسبة 53.15% من الأصوات.

## الجدول الزمني
| م  | التاريخ           | الإجراء القانوني                 | وصف                                                                    |
| -- | ----------------- | -------------------------------- | ---------------------------------------------------------------------- |
| 1  | يناير             | الاستعداد                        |                                                                        |
| 2  | مارس              | الحملة                           | الحملة الانتخابية للمرشحين التشريعي                                    |
| 3  | 6-8 أبريل         | فترة هدوء                        | تمنع الحملة                                                            |
| 4  | 9 أبريل           | الانتخابات التشريعية             | انتخابات مجلس نواب الشعب ومجلس نواب الأقاليم ومجلس نواب الشعب الأقاليم |
| 5  | 9 مايو            | إعلان نتائج الانتخابات التشريعية | شهر بعد الانتخاب                                                       |
| 6  | أول مايو          | الإعلان                          | الإعلان عن فتح باب الترشح                                              |
| 7  | 31 مايو           | الإعلان                          | الإعلان أسماء مترشحي رئيس الجمهورية ونائب رئيس الجمهورية               |
| 8  | 4 يونيو - 5 يوليو | الحملة الانتخابية                | الحملة الانتخابية لمترشحي رئيس الجمهورية ونائب رئيس الجمهورية          |
| 9  | 6-8 يوليو         | فترة هدوء                        | تمنع الحملة                                                            |
| 10 | 9 يوليو           | انتخاب الرئاسة                   |                                                                        |
| 11 | 10-11 يوليو       | خلاصة الانتخابات                 | مستوى التجمعات القروية                                                 |
| 12 | 10-14 يوليو       | خلاصة الانتخابات                 | خارج البلاد                                                            |
| 13 | 15-13 يوليو       | خلاصة الانتخابات                 | مستوى كيجاماتان                                                        |
| 14 | 16-17 يوليو       | خلاصة الانتخابات                 | مستوى المديرية والمدينة الرئيسية                                       |
| 15 | 18-19 يوليو       | خلاصة الانتخابات                 | مستوى المنطقة                                                          |
| 16 | 20-22 يوليو       | خلاصة الانتخابات                 | مستوى الوطني                                                           |
| 17 | 22-23 يوليو       | إعلان نتائج الانتخابات الرئاسية  | 14 يوما بعد الانتخاب                                                   |
| 18 | 20 أكتوبر         | التعيين                          | تعيين وئيس الجمهورية الجديد                                            |

## المرشحون الرسميون
أعلنت لجنة الانتخابات العامة قائمة بأسماء السادة المتقدمين بطلبات الترشح، وقد استوفوا أوراقهم، وتم قبولهم كمرشحين لرئاسة إندونيسيا، وهم وفقًا لأسبقية تقديم طلبات الترشح:
| م | مرشح رئيس الجمهورية | مرشح نائب رئيس الجمهورية | أحزاب سياسية | مقعد في مجلس نواب الشعب | أصوات في الانتخابات التشريعية |
| - | ------------------- | ------------------------ | --- | ----------------------- | ----------------------------- |
| 1 | - فرابوو سوبيانتو   | - محمد هاتا راجاسا       | حزب حركة إندونيسيا العظيمة الحزب المجموعة الوظيفية (غولونجان كاريا) الحزب الأمانة الوطنية الحزب العدالة والرفاهية حزب الاتحاد والتنمية حزب القمر والنجم الحزب الديمقراطي (إندونيسيا) | 63.54%                  | 59.52%                        |
| 2 | - جوكو ويدودو       | - محمد يوسف كالا         | الحزب الديمقراطي الإندونيسي للنضال حزب نهضة الوطن حزب الوطني الديمقراطي (إندونيسيا) حزب ضمير الشعب حزب العدلة والاتحاد الإندونيسي                                                    | 36.46%                  | 40.38%                        |

## الوصلات الخارجية
- (بالإندونيسية) الأخبار والفيديو عن الانتخابات الرئاسية الإندونيسية 2014